# 佐々木直 (陸軍軍人)
佐々木 直（ささき すなお、嘉永5年（1852年）12月 - 1928年12月19日）は、日本の陸軍軍人。歩兵第6旅団長・台湾守備混成第1旅団長・歩兵第12旅団長を歴任し、階級は陸軍中将功四級に昇る。山口県出身。

## 経歴
明治5年11月17日（1872年12月17日）、陸軍中尉に初任された佐々木は歩兵将校として累進し、1892年（明治25年）12月7日、陸軍幼年学校長に就任。1895年（明治28年）1月16日、歩兵大佐に進み、同年9月9日、歩兵第5連隊長に移り台湾に出征。1896年（明治29年）9月29日、第6師団参謀長を経て、1897年（明治30年）4月14日、侍従武官を拝命し明治天皇に近侍する。
1900年（明治33年）4月25日、陸軍少将に進級し、歩兵第6旅団長に就任する。翌年5月22日、台湾守備混成第1旅団長に転出する。1903年（明治36年）4月2日、第12師団（師団長：井上光中将）隷下の歩兵第12旅団長に移り、この時日露戦争に出征。鴨緑江会戦に参戦。遼陽会戦直前の1904年（明治37年）8月15日に休職した。1906年（明治39年）4月6日、陸軍中将進級と同時に予備役編入。佐々木は日露戦争の戦功から功四級金鵄勲章を受章する。1911年（明治44年）4月1日、後備役となる。1916年（大正5年）4月1日に退役した。

## 栄典
位階
- 1905年（明治38年）8月7日 - 従四位[3]
- 1906年（明治39年）10月20日 - 正四位[4]

勲章
- 1889年（明治22年）11月29日 - 大日本帝国憲法発布記念章[5]
- 1894年（明治27年）5月29日 - 勲三等瑞宝章[6]
- 1903年（明治36年）5月16日 - 勲二等瑞宝章[7]
- 1906年（明治39年）4月1日 - 旭日重光章、明治三十七八年従軍記章[8]